# The Laughing Song
The Laughing Song é uma música composta pelo pianista de estúdio Frank P. Banta em 1894. A gravação mais bem-sucedida foi feita pelo cantor estadunidense George W. Johnson em 1896. Esse foi um dos únicos sucessos de Johnson, junto com sua interpretação da canção "The Whistling Coon", de 1891. "The Laughing Song" seria apresentada e gravada por Johnson inúmeras vezes até o fim de sua carreira em 1910. Outra versão popular dessa música foi gravada com a participação do pianista de Ragtime Fred Hylands em 1898.

## Origens e popularidade
O arranjo original de "The Laughing Song" foi criado por Frank P. Banta no início do século XIX. A canção é caracterizada pelas risadas barulhentas dadas por Johnson durante a música. A primeira gravação, feita com a participação de Banta, foi lançada no disco de goma laca em 1896. A música foi um enorme sucesso comercial nos EUA durante a década de 1890, vendendo 50.000 cópias. Esse sucesso foi responsável pelo estrelato do cantor e por sua popularidade no mundo inteiro. A partir desse ano, Johnson gravaria a música para diversas empresas, como: E. Berliner's Gramophone, Zonophone Record, Victor e muitas outras.
O último lançamento de Johnson foi uma versão de "The Laughing Song", que foi comercializada em 1910.

## Adaptações
- Em 1899, George W. Johnson gravou a música "The Laughing Coon" em um estilo semelhante ao seu sucesso anterior.[6]Porém, essa gravação não foi tão bem-sucedida.
- Em 1922, Charles Penrose lançou seu hit "The Laughing Policeman", sob o pseudônimo "Charles Jolly".[7] Apesar dos créditos de composição serem tradicionalmente dados a esposa de Penrose, sob o nome artístico "Billie Grey",[8] a melodia foi adaptada da antiga canção de Johnson.

## Influência
"The Laughing Song" foi mais tarde incluída em diversas coletâneas, como: "Lost Sounds: Blacks and the Birth of the Recording Industry 1891-1922".
A gravação original de 1896 foi incluída no Registro Nacional de Gravações pela Biblioteca do Congresso.
1. 1 2 3  George W. Johnson (1898), Laughing Song by George W. Johnson and Fred Hylands (1898), consultado em 12 de dezembro de 2017
2. 1 2  «George W. Johnson - The Laughing Song». Discogs (em inglês). Consultado em 12 de dezembro de 2017
3. 1 2 3  «George W. Johnson discography». RateYourMusic. Consultado em 12 de dezembro de 2017
4. ↑  «George W. Johnson». Discogs (em inglês). Consultado em 12 de dezembro de 2017
5. ↑  «George W. Johnson - Laughing Song». Discogs (em inglês). Consultado em 12 de dezembro de 2017
6. ↑  George W. Johnson, Fred Hylands (1899), The Laughing Coon by George W. Johnson and Fred Hylands(1899), consultado em 12 de dezembro de 2017
7. ↑  «Charles Jolly (2) - The Laughing Policeman / You've Got To Laugh». Discogs (em inglês). Consultado em 12 de dezembro de 2017
8. ↑  «Charles Penrose». IMDb. Consultado em 12 de dezembro de 2017
9. ↑  Brooks, Tim (13 de fevereiro de 2004). Lost Sounds: Blacks and the Birth of the Recording Industry, 1890-1919 (em inglês). [S.l.]: University of Illinois Press
10. ↑  «Everly Brothers, Linda Ronstadt, U2 Recordings Added to Library of Congress». The Hollywood Reporter (em inglês)